# Тетерятник, Василий Кириллович
Василий Кириллович Тетерятник (укр. Василь Кирилович Тетерятник; 27 ноября 1919, с. Громовка — 31 декабря 1999, там же) — комбайнер, передовик сельского хозяйства УССР. Герой Социалистического Труда.

## Биография
Трудовую деятельность начал в 1939 году.
В годы Великой Отечественной войны занимался эвакуацией сельскохозяйственной техники на восток. Переправлял через Сиваш раненых солдат и боеприпасы.
С 1944 по 1979 работал комбайнером колхоза на комбайнах «Сталинец-1», «Сталинец-6», «РСМ-8» и «СК-4». Машинная техника В. Тетерятника не знала простоев.
За успехи в развитии сельского хозяйства района в 1952 году он был удостоен высокого звания Героя Социалистического труда. На комбайне «Сталинец-6» собрал 8500 центнеров зерна. Неоднократный победитель социалистических соревнований. Участник сельскохозяйственной выставки в Москве.
Награждён двумя орденами Ленина, орденом Трудового Красного Знамени, орденом Октябрьской революции, медалями.
За успехи в земледельческом труде награждался путевками в Польшу, Чехословакию, Венгрию и Румынию.